# Cenotafi de Pere de Queralt i Francesca de Castellnou
El cenotafi de Pere de Queralt d'Anglesola i Francesca de Castellnou és una obra dels escultors Esteban de Buegos, Pere Aguilar i Pere Ciroll, encomanada per Dalmau de Queralt i de Rocabertí, per ser ubicada al santuari de Santa Maria de Bell-lloc de Santa Coloma de Queralt. Es tracta d’una obra funerària esculpida per les quatre cares, seguint el model dels sepulcres reials de Santes Creus.
El cavaller va vestit amb una armadura completa. Reposa el cap en un coixí, bellament treballat i amb l'escut dels Queralt als extrems. Va cobert amb la malla i el casc. Amb les mans agafa l'espasa, que té una decoració solar al puny i és enfundada en una rica beina. Portal al coll un medalló en forma de creu, del qual se’n desconeix el significat. Els seus peus descansen sobre el cos d’un lleó que devora un senglar.
La dama reposa també el cap en un coixí, igualment decorat amb motius vegetals i heràldics i en actitud de dormir. Portar els cabells molt ben pentinats i recollits per una còfia o diadema, com correspon a una persona noble. La còfia és decorada amb pinyes i perles. El vestit és molt senzill: una túnica que es completa amb un mantell. Tots dos reprodueixen motius geomètrics que corresponen a brodats del vestit. Porta un llarg rosari que li cau sobre el pit i un collaret decorat com la diadema. Els peus reposen sobre el cos d’un gos, símbol de la fidelitat, que porta un collar als cascavells.

## Els relleus de la part baixa

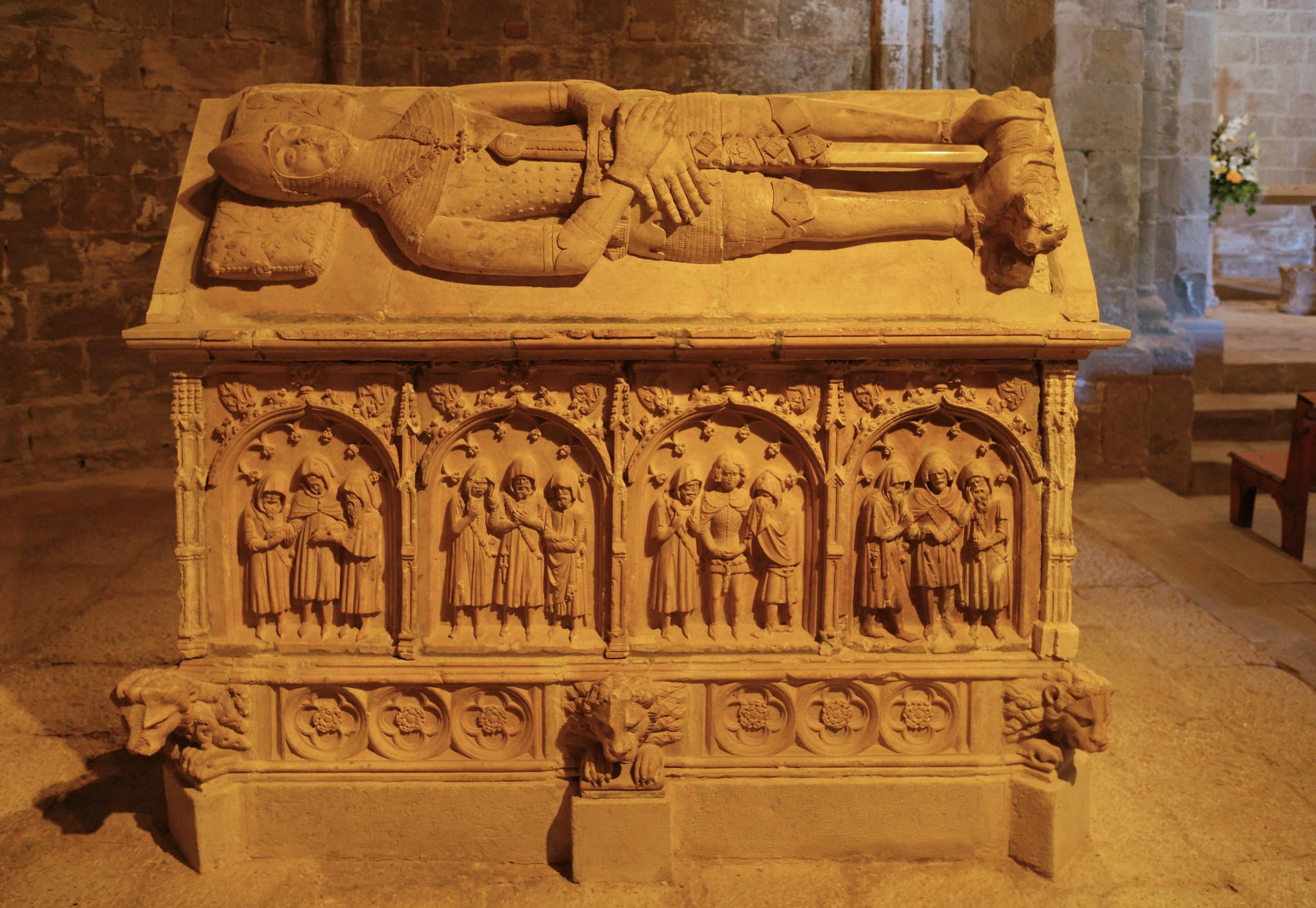
Pere de Queralt i Castellnou

Als peus de la dama, hi ha quatre escenes:
- Una dona cobreix la seva cara en senyal de dol. És assistida per dos personatges masculins, amb actitud també adolorida.
- Tres dones amb cara de dol cobreixen el seu rostre amb llargs vels.
- Una dona acompanyada per dos homes, tots en actituds d’aflicció.
- Escena de desesperació: quatre dones, una de les quals gairebé ajaguda a terra, potser en desmai, és assistida per una altra que intentar ajudar-la a aixecar-se. Al darrere, una noia jove, sense vel, s'estira els cabells en senyal de desolació.

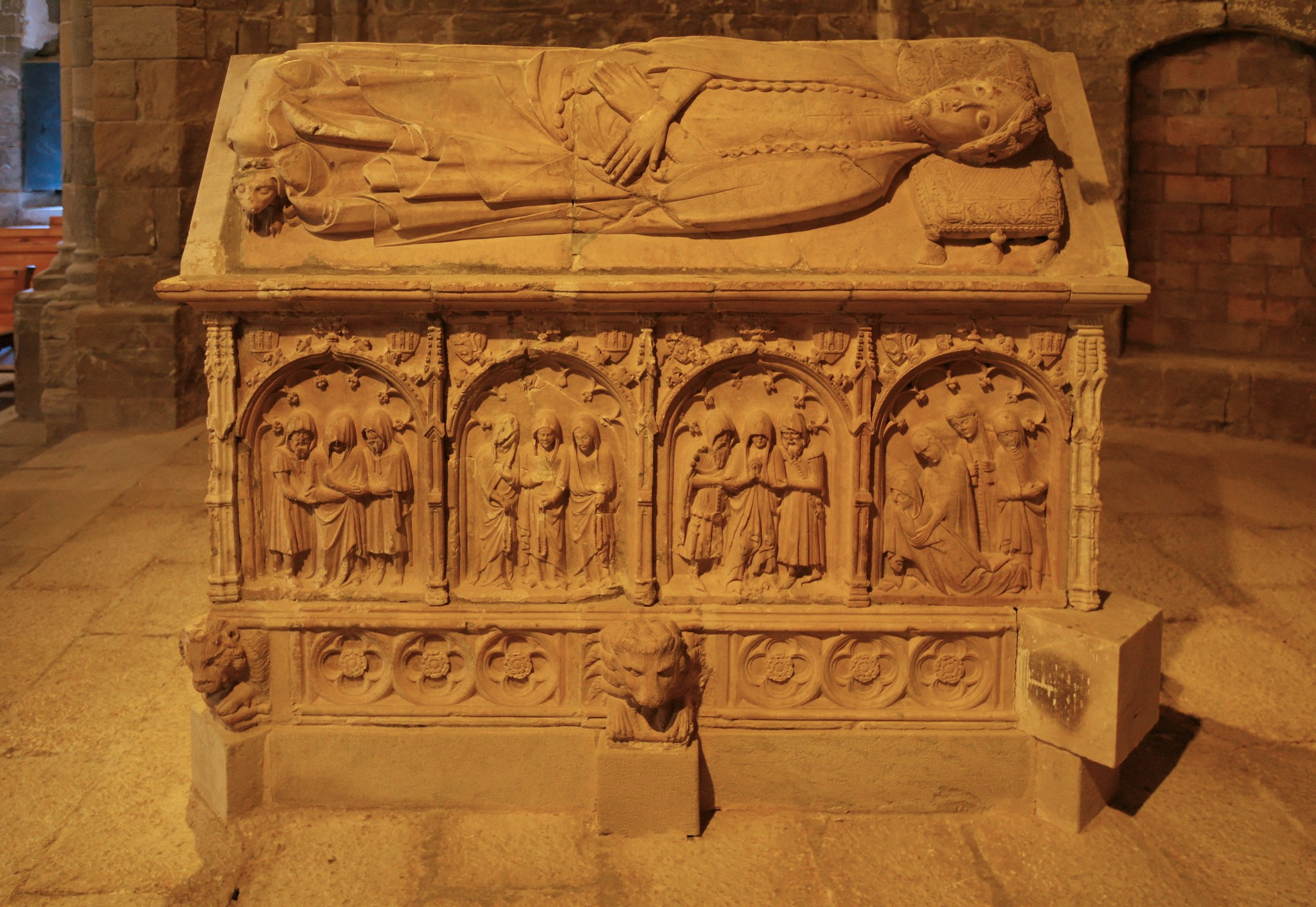
Francesca de Castellnou

Als peus del cavall, també hi ha quatre escenes:
- Tres homes vestits de dol
- Altres tres homes en actitud de dol. Un d’ells s'estira els cabells en senyal de gran dolor
- Dos homes adults acompanyen un jove sense barba.
- També tres homes en actitud afligida. Un d’ells acosta la seva mà a la cara, en una acció molt pròpia per expressar el seu dolor.

Al relleu dels peus, un cavaller amb armadura completa munta un cavall engalanat per a les grans solemnitats. Porta l'escut invertit en senyal de dol i arrossega per terra l'estendard amb l'emblema dels Queralt.
Al relleu del cap, l'escena mostra un cavaller que cau del seu cavall, mentre un altre intenta evitar-ho subjectant-li un peu. Un tercer personatge observa l'escena, i esgarrifat, s'estira la barba.